# Raua

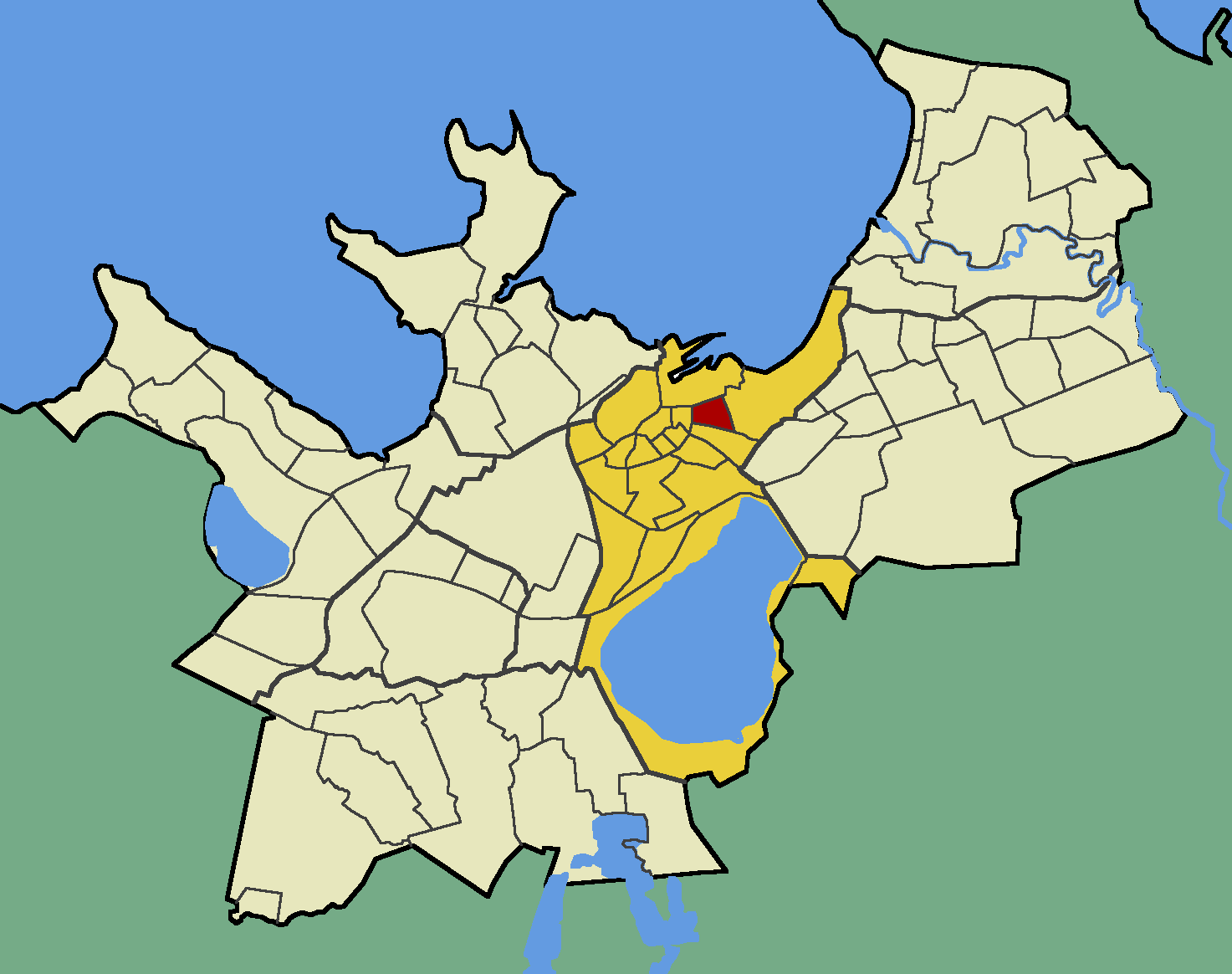
Der Bezirk Raua (rot) im Tallinner Stadtteil Kesklinn (gelb)

Raua (zu Deutsch „Eisen“) ist ein Bezirk (estnisch asum) der estnischen Hauptstadt Tallinn. Er liegt im Stadtteil Kesklinn (Innenstadt).

## Beschreibung und Geschichte
Raua hat 5.060 Einwohner (Stand 1. Mai 2010).
Raua liegt zwischen den beiden großen Ausfallstraßen nach Tartu (Tartu maantee) und Narva (Narva maantee). Durch den Bezirk führt die Raua tänav („Eisen-Straße“). Zahlreiche weitere Straßen des Viertels sind nach Metallen benannt.
Die ersten Wohnhäuser an den beiden Ausfallstraßen entstanden früh in der Tallinner Stadtgeschichte. Zu einer dauerhaften Bebauung des gesamten Bezirks kam es erst ab dem 18. Jahrhundert. Meist waren es kleine, eingeschossige Häuser, die an die russische Dorfarchitektur erinnerten.
Ende des 19. und Anfang des 20. Jahrhunderts wurden immer mehr gutbürgerliche Häuser in der Gegend errichtet. Es handelte sich um zweigeschossige Holzgebäude, die ausreichend Wohnraum für Familien boten. Späten entstanden drei- bis viergeschossige Häuser aus Stein. In den 1930er Jahren kamen moderne, funktionalistische Wohnbauten hinzu. Der Bau von Holzhäusern wurde damals aus feuerpolizeilichen Gründen verboten.
Zahlreiche renommierte estnische Architekten wie Otto Schott, Artur Perna, Karl Burman,  Eugen Habermann, Eugen Sacharias, Edgar Kuusik und Herbert Johanson beteiligten sich am Ausbau des Viertels.
In den 1960er und 1970er Jahren kamen weitere moderne Wohnungen in viergeschossigen Bauten hinzu. Sie wurden qualitativ anspruchsvoll fertiggestellt und waren hauptsächlich für die sowjet-estnische Nomenklatura bestimmt.

## Bilder

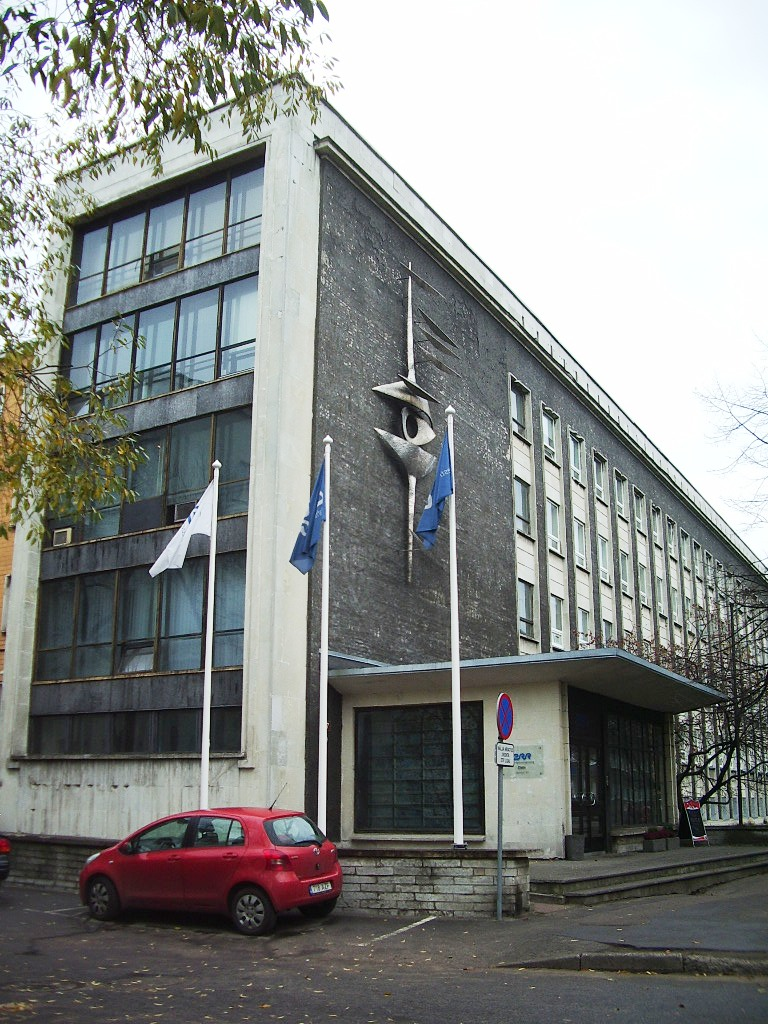
Hauptgebäude des öffentlich-rechtlichen estnischen Fernsehens
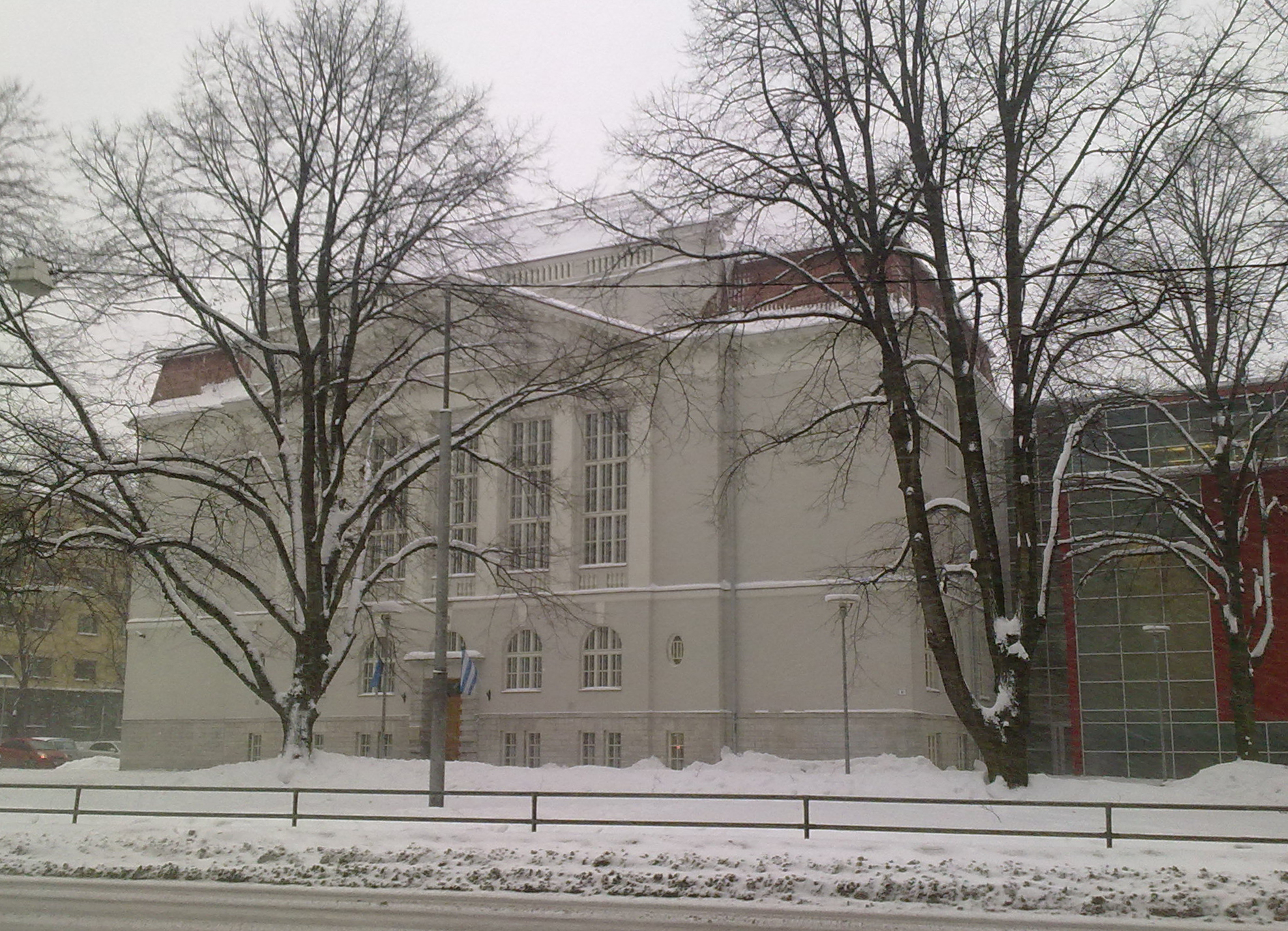
21. Mittelschule
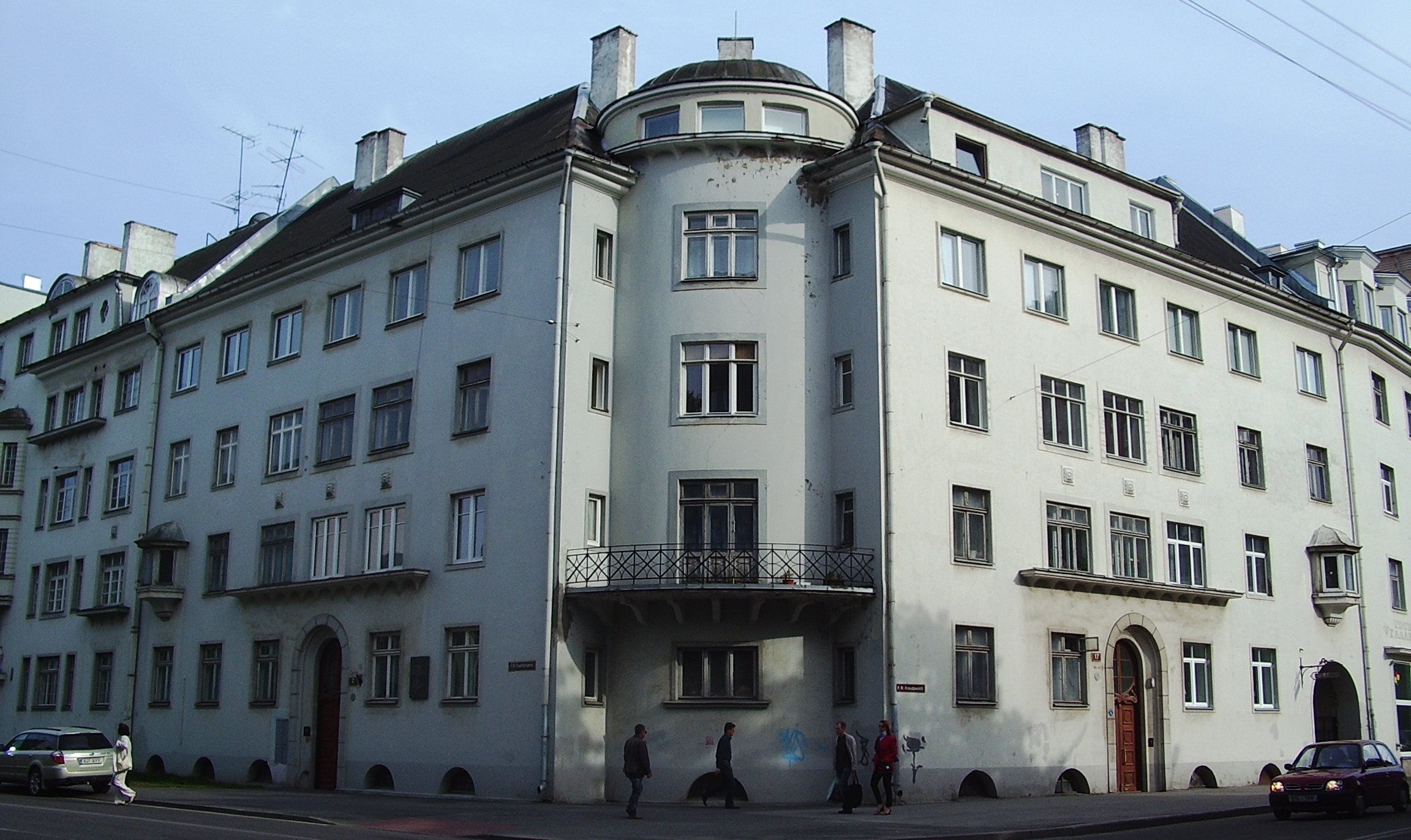
Wohnhaus (Kreutzwaldi-Straße)
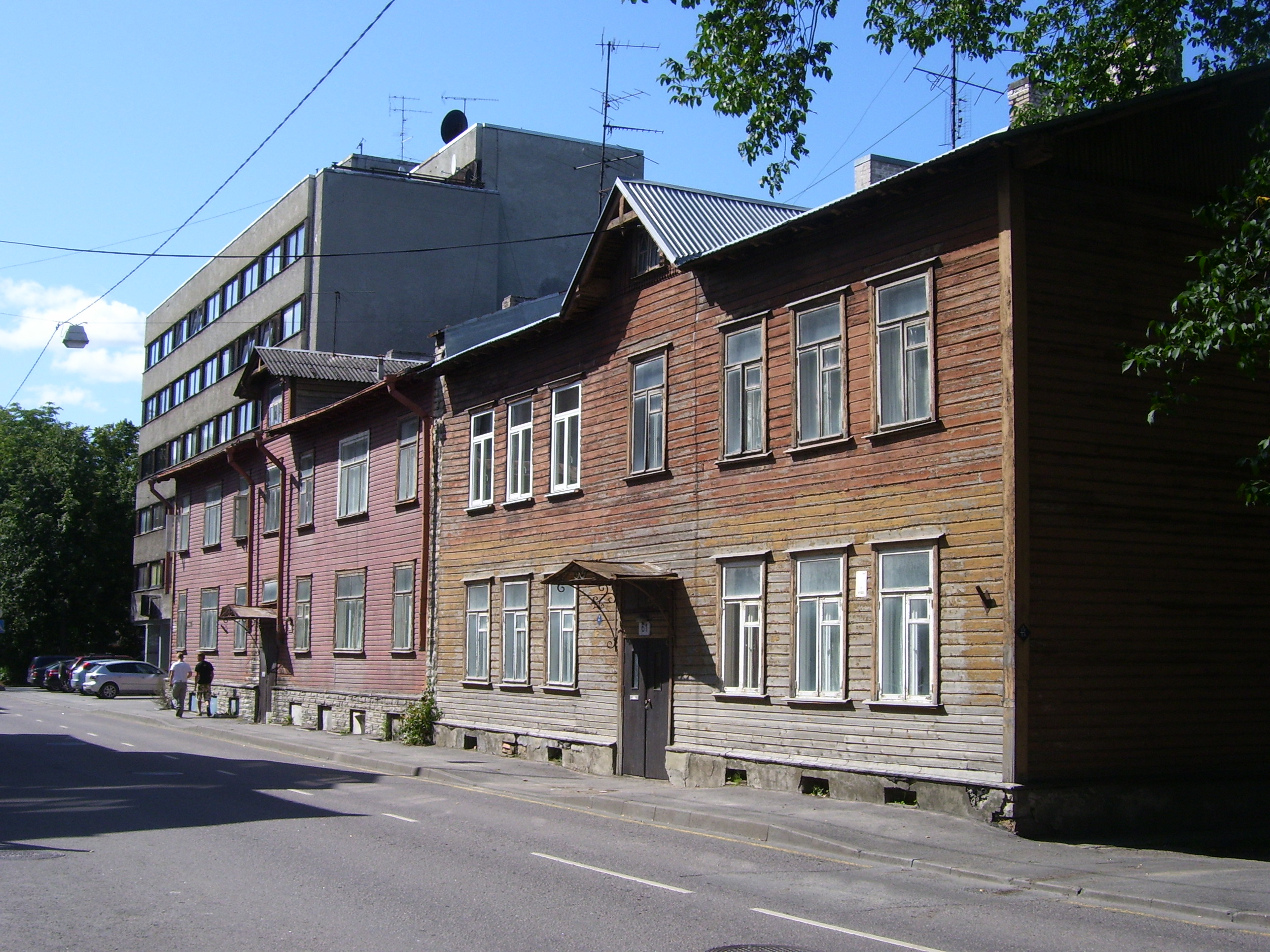
Wohnhäuser (Raua-Straße)